# Шаганов, Михаил Матвеевич
Михаил Матвеевич Шаганов (встречается отчество Игнатьевич; погиб 8 ноября 1843) — российский военный деятель, участник Кавказской войны.
В конце 1830-х годов — майор Кабардинского 80-й пехотного полка. В 1839 году при штурме укреплённого села Аргуани (Аргвани) командовал батальоном и, проявив храбрость, и первым занял село, за что получил орден Святого Георгия IV класса.
В начале 1840-х годов некоторое время находился в отставке, после чего поступил на службу в Тифлисский егерский полк в том же чине. В 1843 году при осаде Гергебиля командовал гарнизоном укрепления. В ноябре гарнизон выдержал десятидневную осаду превосходящих сил горцев под командованием самого имама Шамиля, однако удержать укрепление не удалось. Генерал Гурко впоследствии писал в рапорте, что «геройская защита гарнизона этого укрепления, состоявшего из трехсот шести человек под ружьем, навсегда останется в памяти тех, которые ее видели. В этом случае, надо отдать полную справедливость мужеству, твердости духа и распорядительности майора Шаганова, состоявших при нем офицеров, и редкой храбрости солдат двух рот тифлисского полка».
По одной из версий майор погиб при защите Гергебиля, однако согласно третьему тому «Истории 80-го пехотного Кабардинского генерал-фельдмаршала князя Барятинского полка» А. Л. Зиссермана Шаганов был произведён в подполковники и уволен от службы в 1846 году.